# Romanichthys valsanicola
Romanichthys valsanicola is een straalvinnige vissensoort uit de familie van de echte baarzen (Percidae). De wetenschappelijke naam van de soort is voor het eerst geldig gepubliceerd in 1957 door Dumitrescu, Petru Bănărescu en Stoica. Door de plaatselijke bevolking wordt hij asprete genoemd, Roemeens voor 'de ruwe'. De vis is een levend fossiel en staat op de Rode Lijst van de IUCN.
De asprete werd in 1956 ontdekt in de Vâlsan - een zijrivier van de Argeș. Zijn wetenschappelijke naam Romanichthys valsanicola verwijst naar deze rivier. De asprete kwam verder voor in de eigenlijke Argeș. Aanwezigheid in een tweede zijrivier, de Râul Doamnei, is nooit vastgesteld. Door de bouw van de Vidrarudam (1965) in de Argeș en een stuwdam in de Vâlsan (1967) ging een groot deel van het leefgebied verloren. Aan het begin van de 21e eeuw zou de soort nog circa 200 exemplaren hebben geteld. Doordat Hidroelectrica te weinig water doorlaat dreigt de asprete uit te sterven. In 2020 werd het aantal officieel geschat op 10-15 exemplaren, die allen leefden in een 1 kilometer lang stukje van de Vâlsan. In oktober 2020 werd een twaalftal exemplaren ontdekt. Een reddingsplan voorziet in ecologisch herstel van het stroomgebied van de Vâlsan, 24-uurs bewaking, en het kweken van een populatie die vervolgens kan worden uitgezet.